# Mont Gerbier de Jonc
Il monte Gerbier de Jonc è una cima francese sita nell'Ardèche, facente parte del Massiccio centrale. Si trova nel territorio del comune di Saint-Martial mentre ai suoi piedi si trova il comune di Sainte-Eulalie. Il monte Gerbier de Jonc è celebre per la sua forma particolare e la sua straordinaria ricchezza naturale e selvaggia, ma anche perché accoglie alla sua base le tre sorgenti della Loira, il fiume più lungo di Francia.
Sito classificato o iscritto dal 1933, è, in ordine d'importanza il secondo sito turistico del dipartimento dell'Ardèche, dopo le gole dell'Ardèche. Esso viene scalato ogni anno da circa 500.000 persone.

## Etimologia

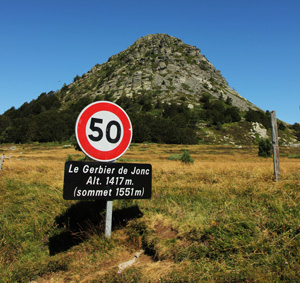
Veduta del monte Gerbier de Jonc dalla strada.

Il nome del monte Gerbier de Jonc è ingannatorio poiché non si tratta né di gerbier (it.: covone), né di jonc (it.: giunco), ma di una radice pre celtica che, incompresa, è stata ricomposta a partire da Gar, che significa "roccia" (vedi il Gers, il Gerbizon e di Jugum per "montagna" (vedi Beaujeu, Asperjoc).
Ai piedi, una colata basaltica, che riposa sullo zoccolo cristallino.

## Descrizione
Modesto rilievo vulcanico, il monte Gerbier de Jonc culmina a un'altitudine di 1551 m s.l.m. Si tratta di una protuberanza fonolitica datata circa 8 milioni di anni, un'epoca in cui numerosi vulcani erano ancora attivi in Alvernia.

## Avvenimenti
Ogni lunedì dell'Angelo viene organizzato sul luogo un pranzo sotto il segno di bœuf fin gras du Mézenc ("il fine bue grasso di Mézenc", che d'altra parte una denominazione d'origine controllata).
All'inizio di giugno viene organizzata la cerimonia del «cerchio delle tre sorgenti» che riunisce a Sainte-Eulalie i rappresentanti dei villaggi ove nascono altri grandi fiumi d'Europa, come, ad esempio, il Danubio.
Tutti gli anni, nel mese di giugno, il colle del Gerbier de Jonc (1417 m s.l.m.), viene passato da ciclisti sportivi dilettanti e professionisti dell'Ardéchoise sul percorso della competizione sportiva la Volcanique (176 km) e altri percorsi più lunghi.

## Protezione dell'ambiente
Il luogo è classificato 
Le site est classé "zona naturale d'interesse ecologico, faunistico e floreale" di tipo I, con il numero regionale 07040010, su una superficie di 280 ettari.
Esso ospita numerose specie protette:
- Arabette delle Cevenne (Arabis cebennensis, DC.) ;
- Busserole (o Uva ursina, Arctostaphylos uva-ursi (L.) Sprengel) ;
- Lunetière d'Auvergne (Biscutella arvernensis, Jordan) ;
- Cardo del Vivarais (Carduus vivariensis);
- Crittogramma crispa (L.) R. Br. ex Hooker ;
- Rosolida a foglie tonde (Drosera rotundifolia, L.) ;
- Caprifoglio blu (Lonicera caerulea, L.) ;
- Farfaraccio bianco (Petasites albus, L., Gaertner)  ;
- Sassifraga a due fiori (Saxifraga biflora, All. );
- Sassifraga di Prost (Saxifraga pedemontana subsp. prostii (Sternb.) D.A. Webb) ;
- Erba grassa villosa (Sedum villosum, L.) ;
- Barba di Giove a tela di ragno (Sempervivum arachnoideum subsp. tomentosum).